# Мигел Гонсалес
Мигел Анхел Гонсалес е мексикански професионален боксьор. Шампион е като професионалист в лека категория за 3 години.

## Биография
Роден е в предградията на град Мексико в семейство от средната класа. На 15-годишна възраст започва аматьорската си боксова кариера. През 1988 г. е включен в младежкия олимпийски боксов отбор (лека категория). Става професионалист на 17-годишна възраст (на 21 януари 1989), като побеждава в първия си мач като професионалист.
На 24 август 1992 г. извоюва титлата в лека категория, която остава в негово притежание 3 години.